# Cauloramphus tortilis
Cauloramphus tortilis är en mossdjursart som beskrevs av Dick, Grischenko och Shunsuke F. Mawatari 2005. Cauloramphus tortilis ingår i släktet Cauloramphus och familjen Calloporidae. Inga underarter finns listade i Catalogue of Life.